# Bellaspira brunnescens
Bellaspira brunnescens là một loài ốc biển, là động vật thân mềm chân bụng sống ở biển trong họ Drilliidae.